# Ben Spijkers
Bernhard Hendrikus Martinus „Ben“ Spijkers (* 10. März 1961 in Nijmegen) ist ein ehemaliger niederländischer Judoka. Er gewann 1988 eine olympische Bronzemedaille.

## Sportliche Karriere
Der 1,82 m große Spijkers kämpfte als Erwachsener meist im Mittelgewicht, der Gewichtsklasse bis 86 Kilogramm. Von seinen elf niederländischen Meistertiteln gewann er sieben im Mittelgewicht und vier in der offenen Klasse.
Bei den Europameisterschaften 1984 unterlag er im Viertelfinale Vitali Pesniak aus der Sowjetunion, mit drei Siegen in der Hoffnungsrunde kämpfte sich Spijkers zur Bronzemedaille durch. In Los Angeles bei den Olympischen Spielen 1984 gewann Spijkers seine ersten beiden Kämpfe und schied dann gegen den Brasilianer Walter Carmona aus. 1985 belegte Spijkers bei den Weltmeisterschaften den fünften Platz. Bei den Europameisterschaften 1986 gewann er im Halbfinale gegen Vitali Pesniak, im Finale unterlag er gegen den Österreicher Peter Seisenbacher. 1987 belegte Spijkers den fünften Platz bei den Europameisterschaften, 1988 gewann er eine Bronzemedaille. Bei den Olympischen Spielen 1988 in Seoul unterlag Spijkers im Halbfinale gegen Wladimir Schestakow aus der Sowjetunion. Im Kampf um die Bronzemedaille besiegte er den Briten Densign White.
Densign White war auch sein Gegner im Halbfinale der Judo-Weltmeisterschaften 1989. Nach dem Sieg über den Briten unterlag Spijkers im Finale gegen den Franzosen Fabien Canu. 1990 und 1991 belegte der Niederländer jeweils den fünften Platz bei den Europameisterschaften. Bei den Olympischen Spielen 1992 in Barcelona schied Spijkers nach Niederlagen gegen den Kanadier Nicolas Gill und den Japaner Hirotaka Okada aus.
Nach seiner aktiven Karriere war Spijkers Mattenrichter auf internationalem Niveau.